# Kepler-296
Désignations
Kepler-296 est une étoile binaire située à environ 740 al dans la constellation du Dragon. L'étoile primaire, Kepler-296 A, semble être une étoile tardive de type K de la séquence principale. La deuxième étoile est une naine rouge.

## Système planétaire
Cinq exoplanètes sont en orbite autour de ce système : Kepler-296 b, Kepler-296 c, Kepler-296 d, Kepler-296 e et Kepler-296 f. Elles sont supposées orbiter autour de l'étoile primaire. Kepler-296 e et Kepler-296 f sont dans la zone habitable.
| Planète | Masse | Demi-grand axe (ua) | Période orbitale (jours) | Excentricité | Inclinaison | Rayon   |
| ------- | ----- | ------------------- | ------------------------ | ------------ | ----------- | ------- |
| b       | —     | 0,079               | 10,864 384               |              |             | 1,61 R🜨 |
| c       | —     | 0,052 1             | 5,841 636 6              |              |             | 2,00 R🜨 |
| d       | —     | 0,118               | 19,850 291               |              |             | 2,09 R🜨 |
| e       | —     | 0,169               | 34,142 11                |              |             | 1,53 R🜨 |
| f       | —     | 0,255               | 63,336 27                |              |             | 1,80 R🜨 |